# راب شانون
راب شانون (بالإنجليزية: Rab Shannon)‏ هو لاعب كرة قدم ومدرب كرة قدم بريطاني في مركز الدفاع، ولد في 20 أبريل 1966 في بلزهيل ‏ في المملكة المتحدة. لعب مع دندي يونايتد ودونفرملين أثلتيك ونادي إيست فيف ونادي دندي ونادي ماذرويل ونادي ميدلزبره ونادي هيبرنيان ونيوكاسل بريكرز.

## وصلات خارجية
- راب شانون على موقع قاعدة بيانات كرة القدم.إي يو (الإنجليزية)
- راب شانون على موقع Soccerbase.com (لاعب) (الإنجليزية)